# Tournoi des Cinq Nations 1921
Navigation
Tournoi 1920 Tournoi 1922
Le Tournoi des Cinq Nations 1921 se joue du 15 janvier au 9 avril 1921 et voit la victoire de l'Angleterre qui réalise le Grand Chelem. La France obtient son meilleur résultat à ce jour en battant pour la première fois deux adversaires, l'Écosse et l'Irlande, et se retrouve deuxième ex æquo avec le pays de Galles.

## Classement
En plus du Grand Chelem, l'Angleterre réalise les meilleures attaque, défense et différence de points.
| Rang | Nations            | J | V | N | D | PP | PC  | Δ   | Pts |
| ---- | ------------------ | - | - | - | - | -- | --- | --- | --- |
| 1    | Angleterre (T)     | 4 | 4 | 0 | 0 | 61 | -9  | +52 | 8   |
| 2    | France             | 4 | 2 | 0 | 2 | 33 | -32 | +1  | 4   |
| 2    | Pays de Galles (T) | 4 | 2 | 0 | 2 | 29 | -36 | −7  | 4   |
| 4    | Écosse (T)         | 4 | 1 | 0 | 3 | 22 | -38 | −16 | 2   |
| 4    | Irlande            | 4 | 1 | 0 | 3 | 19 | -49 | -30 | 2   |

- Attribution des points de classement (Pts) : 2 points pour une victoire, 1 point en cas de match nul, rien pour une défaite.

## Résultats
Cette année, tous les matches ont lieu un samedi sur neuf dates et dans sept villes différentes :
| 15 janvier 1921, Londres   | Angleterre     | 18 - 3  | Pays de Galles |
| 22 janvier 1921, Édimbourg | Écosse         | 00 - 3  | France         |
| 5 février 1921, Swansea    | Pays de Galles | 08 - 14 | Écosse         |
| 12 février 1921, Londres   | Angleterre     | 15 - 0  | Irlande        |
| 26 février 1921, Cardiff   | Pays de Galles | 12 - 4  | France         |
| 26 février 1921, Dublin    | Irlande        | 09 - 8  | Écosse         |
| 12 mars 1921, Belfast      | Irlande        | 00 - 6  | Pays de Galles |
| 19 mars 1921, Édimbourg    | Écosse         | 00 - 18 | Angleterre     |
| 28 mars 1921, Colombes     | France         | 06 - 10 | Angleterre     |
| 9 avril 1921, Colombes     | France         | 20 - 10 | Irlande        |